# خوسيه أنخيل مونتيرو
خوسيه أنخيل مونتيرو (بالإسبانية: José Ángel Montero) هو ملحن فنزويلي، ولد في 2 أكتوبر 1832 في كاراكاس في فنزويلا، وتوفي بنفس المكان في 24 أغسطس 1881.

## وصلات خارجية
- خوسيه أنخيل مونتيرو على موقع ميوزك برينز (الإنجليزية)
- خوسيه أنخيل مونتيرو على موقع ديسكوغز (الإنجليزية)